# أبولون ليماسول
أبولون ليماسول هو نادي كرة قدم قبرصي تأسس في عام 1954م، يلعب في دوري الدرجة الأولى القبرصي. حصل على لقب الدوري 3 مرات وعلى الكأس 7 مرات وكأس السوبر مرة واحدة.

## وصلات خارجية
- صفحة الفريق على موقع كووورة